# Pauline Plantenberg-Marres
Marie Pauline Anne Caroline Marres, beter bekend als Pauline Plantenberg-Marres (Maastricht, 14 september 1884 - Wassenaar, 2 juli 1962), was een onderwijzeres, lerares Nederlands en tevens schrijfster van deels autobiografische, deels historische romans, waaronder werken die in haar geboortestad Maastricht spelen. Naast haar romans schreef zij ook een tweedelig leerboek Nederlands voor het middelbaar onderwijs.

## Biografie
Pauline Marres stamde uit een bekend patriciërsgeslacht te Maastricht. De familiegeschiedenis gaat terug tot het einde van de veertiende eeuw.

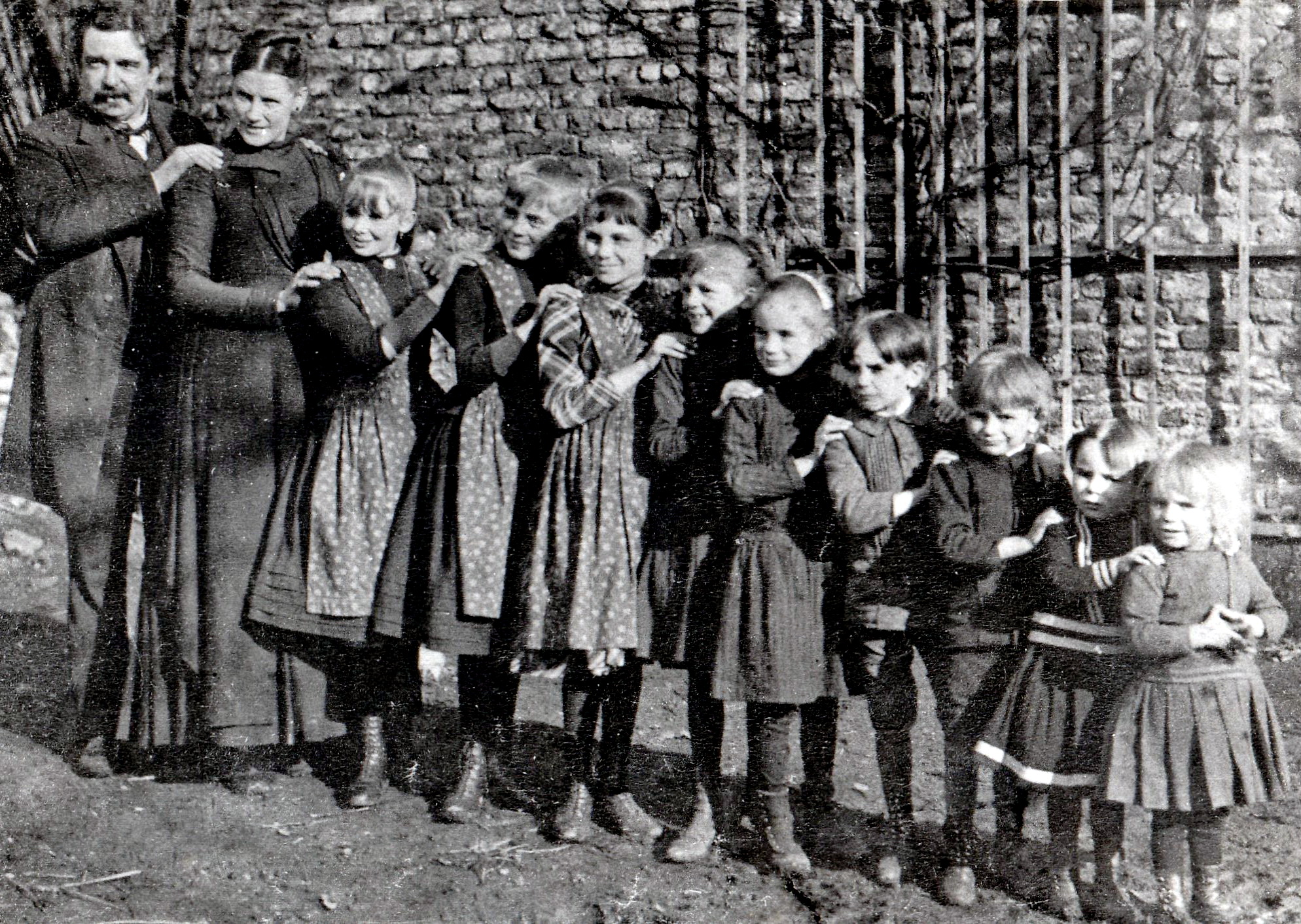
De familie Marres in 1892 of 1893. Pauline als 5e van rechts. Victor staat 3e van rechts

Pauline werd in 1884 geboren als zesde van tien kinderen (waarvan acht dochters) van Jan Constant Marres ('distillateur en jeneverstoker') en Marie Hubertine Gertrude Angélique Chambille, eveneens afkomstig uit een eeuwenoud Maastrichts brouwersgeslacht. Haar jongste broer Victor werd later een bekend architect. Na de lagere school volgde zij middelbaar onderwijs, waarschijnlijk bij de ursulinen van Tildonk aan de Grote Gracht (later Jeanne d'Arclyceum). Daarna ging zij naar de kweekschool van de Zusters van het Arme Kind Jezus, gevestigd in de voormalige Refugie van Hocht aan de Boschstraat.
In 1904 kreeg de kersvers afgestudeerde, twintigjarige Pauline Marres een baan als onderwijzeres aan de rooms-katholieke lagere school voor meisjes in Heer. De school met bijbehorende kleuterschool was eigendom van de Zusters van de Voorzienigheid (1903-1972), die in Heer het Klooster Opveld bewoonden. De eerste jaren schijnt zij zes dagen in de week heen en weer gependeld te hebben tussen haar ouderlijk huis en de school. In augustus 1907 vestigde zij zich in Heer. 
Tijdens de vijf jaar dat zij als onderwijzeres voor de klas stond, moet Pauline Marres gestudeerd hebben voor de hoofdakte. In 1909 werd zij namelijk, 25 jaar oud, benoemd tot hoofd van de school (1909-1917). De volgende acht jaar besteedde zij haar vrije tijd aan een MO-studie Nederlands, een lerarenopleiding die haar lesbevoegdheid gaf voor het voortgezet onderwijs. In 1917 aanvaardde zij een baan als lerares Nederlands aan de ULO te Breda (1917-1921). In deze jaren stelde zij een leerboek samen in twee delen met teksten uit de Nederlandse literatuur (1920). Daarnaast begon zij aan een studie m.o. geschiedenis, die zij echter zou afbreken na haar huwelijk.
Op 29 januari 1921 trouwde Pauline Marres te Maastricht met Wilhelm Paul Plantenberg (1892-1981), technisch officier bij de marine. De bruidegom, die acht jaar jonger was dan zijn 36-jarige bruid, was op dat moment officier-machinist tweede klas. In die tijd werden getrouwde vrouwen geacht hun baan op te geven, om mannen (traditioneel de kostwinners) niet het brood uit de mond te stoten. Het huwelijk maakte dus abrupt een einde aan de onderwijscarrière van Pauline Marres. De eerste acht jaar van haar huwelijk heeft zij niet meer gepubliceerd, mogelijk vanwege de komst van kinderen (het echtpaar kreeg ten minste één zoon). Ook was vanwege de loopbaan van een marineman verhuizen aan de orde van de dag. Zo woonde het gezin onder meer in Den Helder, Voorburg en Nederlands-Indië. Plantenberg zou binnen de marine regelmatig promotie maken en uiteindelijk per 1 juli 1947 als officier marinestoomvaartdienst eerste klasse met pensioen gaan.
Pauline Marres overleed in 1962 op 77-jarige leeftijd. Aan haar overlijden werd destijds weinig aandacht besteed, maar toen zeven jaar later postuum haar roman En toen brak de hel los verscheen, kreeg de auteur alsnog vrij veel publiciteit. Zeventig jaar later is zij echter nog slechts bekend bij een handvol historisch geïnteresseerden.